# جوبجي (الريف الشرقي)
جوبجي (بالفارسية: جوبجی) هي منطقة سكنية تقع في إيران في قسم الريف الشرقي الريفي. يقدر عدد سكانها بـ 382 نسمة بحسب إحصاء 2016.